# Royal Research Ship
Le Royal Research Ship ("nave da ricerca reale" in inglese), corrispondente al prefisso navale RRS, sono un tipo di imbarcazioni che effettuano ricerche scientifiche per conto del Governo britannico. È richiesta un'autorizzazione del sovrano affinché una nave di ricerca possa essere designata come RRS.
Di seguito alcune famose navi di ricerca britanniche:
- RRS John Biscoe
- RRS Charles Darwin
- RRS Bransfield
- RRS Discovery
- RRS James Cook
- RRS James Clark Ross
- RRS Ernest Shackleton
- RRS William Scoresby